# Adrian Lester
Adrian Lester, född 14 augusti 1968 i Birmingham, är en brittisk skådespelare.
Lester har bland annat medverkat i TV-serien Renegade Nell. Han har även medverkat i filmerna Euphoria och Mary Queen of Scots.

## Filmografi (i urval)
- 2000 – Maybe Baby
- 2015 – London Spy (TV-serie)
- 2018 – Mary Queen of Scots
- 2018 – Euphoria
- 2024 – Renegade Nell (TV-serie)